# Júlia Milovits
Júlia Milovits est une joueuse hongroise de volley-ball née le 1er mars 1990 à Budapest. Elle mesure 1,86 m et joue au poste de passeuse. 

## Clubs
| Club           | De        | À         |
| -------------- | --------- | --------- |
| Vasas Budapest | 2008-2009 | 2011-2012 |
| Étoile Rouge   | 2012-2013 | 2014-2015 |
| MKS Muszyna    | 2015-2016 | 2015-2016 |
| CSM Bucureşti  | 2016-2017 | …         |

## Palmarès
- Championnat de Hongrie
  - Vainqueur : 2012.
  - Finaliste : 2010, 2011.
- Coupe de Hongrie
  - Vainqueur : 2009, 2012.
  - Finaliste : 2010.
- Coupe de Serbie
  - Vainqueur : 2013, 2014.
- Championnat de Serbie
  - Vainqueur : 2013.
  - Finaliste : 2014.
- Supercoupe de Serbie
  - Finaliste : 2013, 2014.
- Championnat de Roumanie
  - Finaliste : 2017.